# Todo Humor
Todo Humor fue un canal de televisión de pago producido por Mediapark, y su programación constaba de shows, películas, entrevistas y gags humorísticos. 

## Historia
Nació el 15 de septiembre de 1997 juntamente con el lanzamiento de la plataforma Vía Digital, de la cual su oferta contenía el canal Todo Humor. Anteriormente, en julio de ese año, en el acto de presentación de la plataforma se desveló que Los Morancos, Cassen, Gila, Eugenio y Martes y Trece serían algunos de los protagonistas del canal.
En octubre de 1997, Todo Humor es uno de los canales que sufren unos errores en su programación. Y es que en la edición de ese mes de la revista de Vía Digital para el abonado, se informa de que las series "Casada con hijos" y "Embrujada" se emitirían en Todo Humor, pero se descubrió que fue un error porque la productora Columbia Tristar había firmado un acuerdo con Canal Satélite Digital. Más tarde, el portavoz de Vía Digital dijo lo siguiente respecto a este error: "Ese es un asunto de nuestro proveedor".
Unos años más tarde (se desconoce la fecha concreta), Todo Humor pasó a ser un bloque/espacio del Canal Palomitas, anteriormente llamado Cine Star, que también estaba en Vía Digital.